# Waldmünchen
Waldmünchen település Németországban, azon belül Bajorországban. Lakosainak száma 6781 fő (2023. december 31.). Waldmünchen Česká Kubice és Nemanice községekkel határos.

## Népesség
A település népessége az elmúlt években az alábbi módon változott:
| Lakosok száma | 2676 | 4474 | 5903 | 7274 | 6733 | 6700 | 6812 | 6728 | 6607 | 6781 |
|               | 1875 | 1950 | 1975 | 1987 | 2012 | 2014 | 2016 | 2017 | 2021 | 2023 |